# Margarete von Wrangell
Margarethe Mathilde von Wrangell, après 1928, la princesse Andronikow, née baronne von Wrangell (7 janvier 1877 à Moscou – 21 mars 1932 à Hohenheim) est une chimiste agricole allemande balte et la première professeure titulaire dans une université allemande.

## Etudes et débuts professionnels
Margarete von Wrangell est originaire de la vieille maison noble allemande de la région balte von Wrangel. Elle passe son enfance à Moscou, à Oufa et à Reval (aujourd'hui Tallinn). Elle fréquente une école de filles allemande à Tallinn. Après avoir passé avec succès l'examen de qualification des professeurs en 1894, elle donne des cours particuliers de science pendant plusieurs années. Elle s'occupe également à peindre et écrire des nouvelles.  Un cours de botanique à l'université de Greifswald en 1903 marque un tournant dans sa vie. Au printemps 1904, elle étudie les sciences naturelles à Leipzig et à Tübingen et obtient son doctorat en chimie de l'université de Tübingen en 1909, summa cum laude. Le sujet de sa thèse est Isomérie de l'ester de l'acide formyl-glutaconique et de ses dérivés de brome. 
S'ensuivent de nombreuses années d'études scientifiques et de voyages. En 1909, elle travaille comme assistante à la station expérimentale d'agriculture de Dorpat. En 1910, elle participe aux travaux de William Ramsay à Londres dans le domaine de la radiation ; en 1911, elle devient assistante à l'Institut de chimie inorganique et physique de Strasbourg ; et en 1912, elle travaille plusieurs mois avec Marie Curie à Paris. À la fin de 1912, elle devient chef de la station expérimentale d’agriculture estonienne de l’Association agricole de Reval. Sa tâche principale consistait à superviser les semences, les aliments pour animaux et les engrais. Au cours de la révolution russe d'Octobre, son institut est fermé ; elle est arrêtée mais réussit à s'enfuir en Allemagne en 1918.

## Recherche
À partir de l'été 1918, elle travaille à la Station de recherche agricole de Hohenheim et, à partir de 1920, en tant que chef de département. Ses premières expériences scientifiques portent sur le comportement du phosphore dans le sol. En 1920, elle termine son habilitation à l'université agricole de Hohenheim avec une thèse sur l'absorption de l'acide phosphorique et les réactions du sol. En 1923, elle est nommée professeure titulaire en nutrition des plantes à Hohenheim. Avec le soutien financier du gouvernement, elle se voit attribuer son propre Institut pour la nutrition des plantes, doté de laboratoires et d'un champ expérimental. Elle dirige cet institut jusqu'à sa mort en 1932. 

## Impact
En dehors des milieux professionnels, la vie et le travail scientifique de Margarete von Wrangell sont connus notamment par sa biographie, publiée après sa mort et intitulée Margarethe von Wrangell, la vie d'une femme de 1876 à 1932. D'après des journaux intimes, des lettres et des souvenirs représentés par le prince Vladimir Andronikov. Le livre est publié pour la première fois en 1935 et connaît plusieurs éditions. 
En République fédérale d'Allemagne, Margarete von Wrangell est « redécouverte » par les féministes. Sa vie extraordinaire lui vaut une place centrale dans les études sur les femmes et le genre modernes. Depuis 1970, de nombreuses publications ont examiné des aspects de sa vie et de son environnement social. Dans le cadre de la recherche sur l’agriculture et l’histoire de l’agriculture, elle figure depuis longtemps parmi les pionniers de l’agriculture. 
Deux organismes de financement sont nommés en son honneur. En 1992, le gouvernement de Rhénanie du Nord-Westphalie crée la Fondation Margarethe von Wrangell (Margarethe von Wrangell-Stiftung e. V. ), qui favorise la collaboration entre les universités et le secteur des PME ; et en 1997, le ministère de la Science du Bade-Wurtemberg lance le programme d’habilitation des femmes Margarete von Wrangell, qui promeut l’habilitation de femmes scientifiques qualifiées.

## Publications sélectionnées
- Phosphorsäureaufnahme und Bodenreaktion. Verlagsbuchhandlung Paul Parey Berlin 1920. Habilitationsschrift Landwirtschaftliche Hochschule zu Hohenheim 1920.
- Gesetzmäßigkeiten bei der Phosphorsäureernährung der Pflanze. Verlagsbuchhandlung Paul Parey Berlin 1922.
- (Ed.) Die Düngerlehre. Von D. N. Prjanischnikow. Professor an der Landwirtschaftlichen Hochschule in Moskau. Nach der fünften russischen Auflage herausgegeben von M. von Wrangell. Verlagsbuchhandlung Paul Parey Berlin 1923.
- "Ernährung und Düngung der Pflanzen. In: Handbuch der Landwirtschaft. Herausgegeben von F. Aereboe, J. Hansen und Th. Roemer. Verlagsbuchhandlung Paul Parey Berlin 1929. Volume 2, pp. 295–396.